# أيبريا

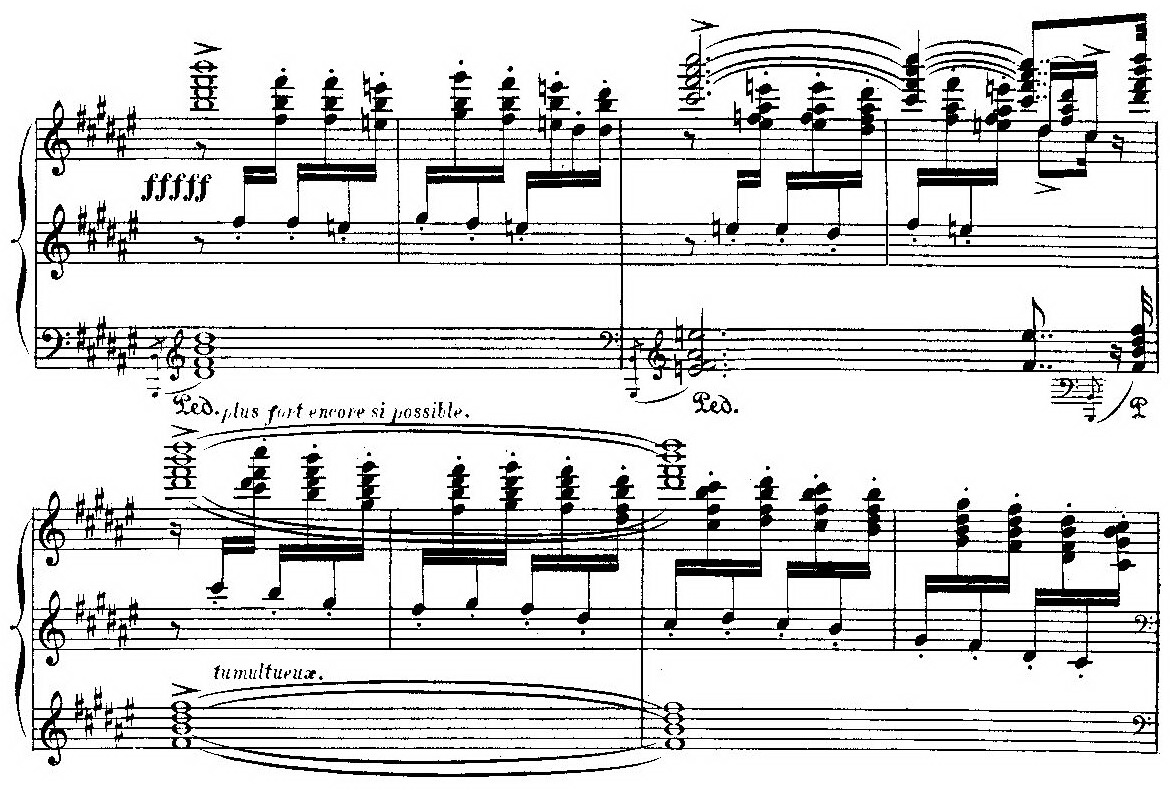

أيبيرا متتالية لآلة البيانو الصولو (المنفرد) كتبها المؤلف الموسيقية الأسباني إسحق ألبينيز بين 1905 و1908 وهي مجموعة تتكون من 12 انطباع في أربعة مجلدات، تعتبر رائعة ألبينتز وواحدة من أعظم الإنجازات المؤلفة لأعمال البيانو في أسبانيا. وكما تعكس عناونين كل مقطوعة، تركيز المتتالية هو الأندلس، وهي المنطقة الجنوبية من أسبانيا الثرية بالتأثيرات المغربية. يستحضر المؤلف موكب «عيد القربان المقدس» والمرح الذي يميز قرية صيد السمك إل بويرتو دي سانتا ماريا، والأغنية الغجرية الحزينة بعنوان البيازين والعديد من الرقصات، حيث يكتب بطريقة تثير الذكريات أحيانا وأحيانا تتطلب البراعة.